# Opsilia
Opsilia is een kevergeslacht uit de familie van de boktorren (Cerambycidae). De wetenschappelijke naam van het geslacht werd voor het eerst geldig gepubliceerd in 1862 door Mulsant.

## Soorten
Opsilia omvat de volgende soorten:
- Opsilia aspericollis (Holzschuh, 1981)
- Opsilia badenkoi (Danilevsky, 1988)
- Opsilia bucharica (Breuning, 1943)
- Opsilia chinensis (Breuning, 1943)
- Opsilia coerulescens (Scopoli, 1763)
- Opsilia irakensis (Breuning, 1967)
- Opsilia molybdaena (Dalman, 1817)
- Opsilia prasina (Reitter, 1911)
- Opsilia schurmanni (Fuchs, 1971)
- Opsilia tenuilinea (Fairmaire, 1877)
- Opsilia transcaspica (Fuchs, 1955)
- Opsilia uncinata (Redtenbacher, 1842)
- Opsilia varentzowi (Semenov, 1896)